# 环球智能控股
中國智能集團控股有限公司，簡稱中國智能集團和中國智能集團控股（英語：Sino Dragon New Energy Holdings Limited，港交所除牌前：0395.HK），於1977年，由當時江蘇宜興政府設立「宜兴新兴锆业有限公司」。
業務在全球經營開探、生產和銷售各種鋯，成品油產品。主席為楊新民。
總部位於江苏省宜兴市徐舍镇，和香港铜锣湾时代广场第二座2611室。
該公司股份在2002年10月28日於港交所主板上市。而前身為「亞洲鋯業有限公司」、「中國龍新能源控股有限公司」和「中國鋯業有限公司」。
2018年10月至2019年3月，該公司涉嫌操控市場，受到證監會調查。受事件影響，該公司的股票於2019年6月26日開市時下跌49.21%。

## 連結
- smartacgroup.com （页面存档备份，存于）
- asiazirconium.com （页面存档备份，存于）